# LeoSat
LeoSat était un projet de constellation de satellites de télécommunications dont l'objectif est de permettre des liaisons point à point à très haut débit entre les établissements de grandes entreprises, de banques et d'institutions gouvernementales. Le déploiement était planifié en 2020/2021. Mais, la société n'ayant pu lever les fonds nécessaires (environ 2 milliards US$, le projet a été abandonné en novembre 2019.

## Objectifs
L'objectif de LeoSat est de fournir à un client donné des liaisons point à point dont le débit est compris entre 50 mégabits et 1,2 gigabits par seconde. Par rapport à l'offre existante (O3b, Global Xpress de Inmarsat), le débit est nettement plus important. Le marché visé est celui des grandes entreprises, des établissements financiers et des institutions gouvernementales. Le cœur de cible (90 %) est constitué par les échanges entre les établissements et installations faisant partie d'une même entité. Comparé à une solution reposant sur un réseau terrestre utilisant la fibre optique, LeoSat améliore la sécurité des échanges (pas de passage par des réseaux de télécommunications nationaux non privatifs) et un délai de routage plus court (de 97 à 130 millisecondes contre 250 millisecondes en moyenne pour la fibre optique).

## Caractéristiques techniques
Le système LeoSat repose sur une constellation de satellites circulant sur une orbite polaire basse (1 400 km). Pour assurer la liaison point à point, les données sont échangées entre satellites de la constellation par des liaisons laser jusqu'au satellite survolant le destinataire. Les stations émettrice et réceptrice au sol sont détenues par les clients. Pour assurer une couverture complète la constellation doit comprendre 78 satellites répartis sur 6 plans orbitaux en incluant 4 satellites de réserve par plan orbital. Au démarrage, une constellation de 54 satellites est jugée suffisante pour assurer une couverture complète au-dessus de 30 degrés de latitude,. 
La conception du satellite LeoSat est pratiquement identique à celle du satellite O3b développé par Thales Alenia Space avec toutefois des capacités plus importantes. Ce dernier, commandé à 20 exemplaires et en cours d'assemblage en 2016, utilise une plateforme EliteBus de Thales Alenia Space utilisée par ailleurs pour la nouvelle constellation d'Iridium également en cours de déploiement (81 satellites). Le satellite long de 3,7 mètres (contre 3,1 mètres pour la version 03B) a une masse de 1 250 kg et dispose de panneaux solaires fournissant 2 kW. Sa charge utile est constituée par 12 antennes orientables fonctionnant en bande Ka (10 permettant un débit de 1,6 gigabits/s et 2 avec un débit de 5,2 gigabits/s) ainsi que 4 systèmes de liaison laser inter-satellite. Ces derniers utilisent la technologie développée par la branche opto-électronique de RUAG que Thales Alenia Space a racheté en juillet 2016. La propulsion sera assurée par quatre propulseurs à effet Hall.

## Avancement du projet
Deux anciens ingénieurs de Schlumberger spécialistes des liaisons point à point pour réseau privé sont à l'origine du projet. Thales Alenia Space a effectué une étude de faisabilité en 2015 et a signé un contrat avec la société LeoSat (dédiée au projet) en septembre 2016 lançant une phase de définition préalable à la phase de fabrication. Le coût du projet est évalué à 3,5 milliards € sur 4 ans et les revenus annuels attendus en période de croisière sont de 1 milliard €. Si LeoSat trouve le financement nécessaire, il était prévu de lancer 2 démonstrateurs fin 2018 début 2019 et de déployer le système en 2020/2021. Une première levée de fonds de 275 millions € était planifié. Le déploiement était planifié en 2020/2021. Mais la société n'ayant pu levé les fonds nécessaires (environ 2 milliards US$ en tout), le projet est abandonné en novembre 2019. Les décisions ont été prises après les décisions des deux principaux investisseurs l'espagnol Hispasat et le japonais SKY Perfect JSAT de se retirer du projet qu'ils avaient commencé à financer.